# Dergoman Seghir
Dergoman Seghir är en ö i Eritrea. Den ligger i den nordöstra delen av landet, 140 km öster om huvudstaden Asmara. Arean är 1,4 kvadratkilometer.
Terrängen på Dergoman Seghir är mycket platt. Öns högsta punkt är 14 meter över havet. Den sträcker sig 2,2 kilometer i nord-sydlig riktning, och 0,9 kilometer i öst-västlig riktning.